# Crassignatha yinzhi
Crassignatha yinzhi is een spinnensoort uit de familie Symphytognathidae. De soort komt voor in China.